# ジョン・リンドリー (植物学者)

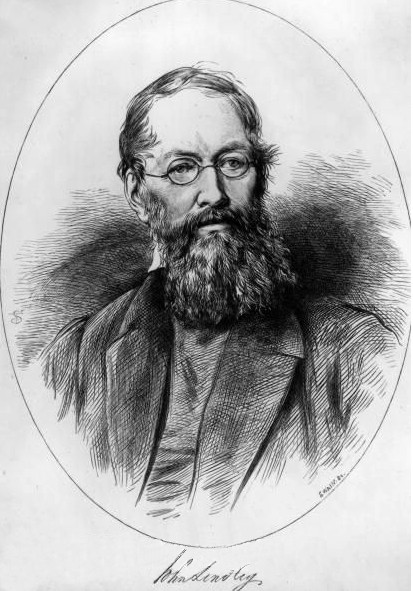
ジョン・リンドリィ

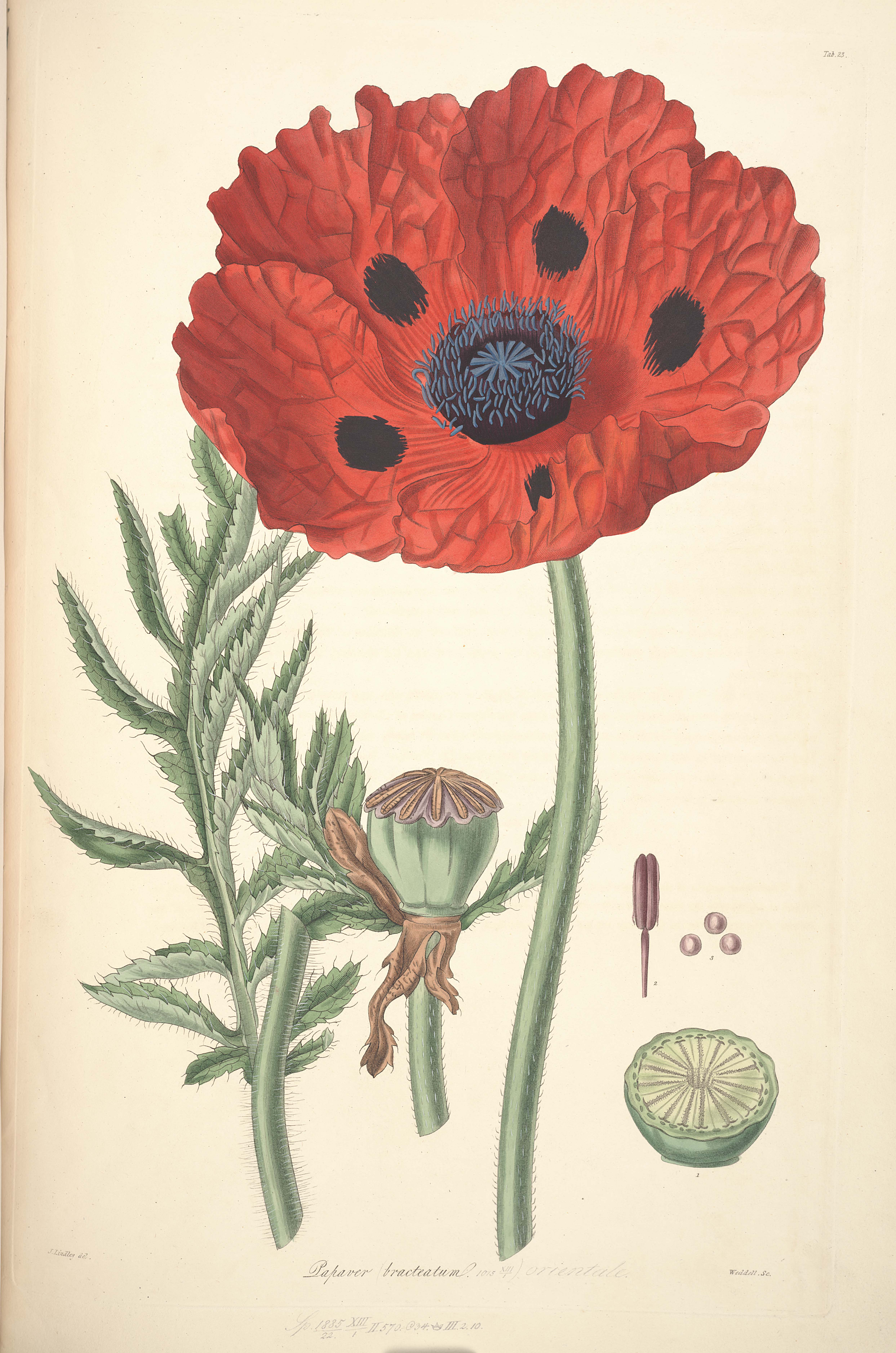
著書の図版

ジョン・リンドリー（John Lindley 、1799年2月5日 - 1865年11月1日）は、イギリスの植物学者、園芸家、蘭研究家である。

## 生涯
ノーウィッチ近くのCattonで、果樹園を営むジョージ・リンドリーの息子として生まれた。父親は知識のある園芸家であったが経営はうまくいかなかった。少年の頃から父親の仕事を手伝い、ノーフォークに自生する野生の花を集めた。大学に入ることや軍人になることを望んだが家の財政がゆるさず、1815年にロンドンの種子商に雇われた。植物学者のウィリアム・ジャクソン・フッカーと知り合い、彼の植物書を読むことをゆるされ、博物学者のジョゼフ・バンクスに紹介され、バンクスの植物園の助手として雇われた。1819年に最初の著書として、フランスのルイ・クロード・リシャール（ L. C. M. Richard）の著書 "Analyse du fruit" の翻訳を出版し、1920年にオリジナルの著書、"onographia Rosarum"を出版した。新種の植物を記述し、自ら図を描いた。1921年に図を "Monographia Digitalium"と "Observations on Pomaceae"を出版した。
ロンドンのバンクスの家に住み込み、バラとジギタリスの研究に専念した。著書、“A Botanical History of Roses”は76の種を紹介し、13の新種を紹介している。自ら描いた19の図が添えられた。ロンドン園芸協会の事務局長で、バラ愛好家のジョセフ・セイビン（Joseph Sabine）と知り合い、バンクスが没すると、バンクスの友人の裕福な商人、ウィリアム・キャトレー（William Cattley）に雇われ、彼の植物園の新しい植物の記述と植物画を描く仕事に雇われ、“Digitalia Monographia”の出版費用もキャトレーが援助した。リンドリーは、ランの種名にカトレヤ（Cattleya）と献名することで、キャトレーの好意に報いた。1820年に21歳でロンドン・リンネ協会の会員に選ばれた。
1821年から1826年の間に、自ら描いた彩色された図を含むフォリオ版の“Collectanea botanica or Figures and botanic Illustrations of rare and curious exotic Plants”を出版した。選ばれた植物の多くはリンドリーが、生涯にわたって魅せられていたランの仲間であった。1822年からロンドン園芸協会の副事務局長となり、1829年にユニヴァーシティ・カレッジ・ロンドンの植物学の教授に任じられ、1860年に引退するまでその職にあった。1831年から王立研究所で植物学を教え、1830年代の後半から、園芸協会の花博物館が開かれることになったチェルシー薬草園でも1936年から植物学を教えた。
リンドリーは1838年に西オーストラリアを探検した、トーマス・ミッチェル隊のジェームズ・ドラモンドとGeorgiana Molloyが集めた植物を調査し、1839年に "Appendix to Edwards's Botanical Register"を発表した。
専門的な研究書ばかりでなく、一般向け著書も多く園芸協会の『Botanical Register』の編集を長く行い、『園芸家年鑑』（"The Gardeners' Chronicle"）にも貢献した。『園芸家年鑑』は 1841年に ジョセフ・パクストン、チャールズ・ディルク（Charles Wentworth Dilke, 1st Baronet）、 ウィリアム・ブラドベリー と創刊し、最初の編集長を務めた。
1845年秋にアイルランドでジャガイモ飢饉が始まると、ジャガイモ疫病の原因究明のため、化学者ライアン・プレイフェアとともにアイルランドに派遣され、11月中旬に提出した報告書で被害の深刻さを説明したが、疫病の原因に「雨による腐食」という誤った結論を出してしまった（現代では疫病菌が原因とされる）。
1828年に王立協会の会員に選ばれ、1857年に王立協会のロイヤル・メダルを受賞した。

## 著書
上述の著書の他に次のような著書がある。
- An Outline of the First Principles of Horticulture (1832)
- An Outline of the Structure and Physiology of Plants (1832)
- Nixus Plantarum (1833)
- The Genera and Species of Orchidaceous Plants (1835)
- A Natural System of Botany (1836)
- The Fossil Flora of Great Britain（ William Hutton (1798–1860)と共著、 1831–1837)
- Flora Medica (1838)
- Theory of Horticulture (1840)
- The Vegetable Kingdom (1846)
- Folia Orchidacea (1852)
- Descriptive Botany (1858).
- Appendix to the first twenty-three volumes of Edwards's botanical register (1839)
- Collectanea botanica (1821–1826) Richard and Arthur Taylorと共著
- Edwards' botanical register (1829–1847) James Ridgwayと共著、 Vol. 15-33.
- Einleitung in das natürliche System der Botanik (1833)
- The genera and species of orchidaceous plants /by John Lindley. (1830–1840)
- Medical and oeconomical botany /by John Lindley (1849)
- Monographie du genre rosier, traduit de l'anglais de J. Lindley ...par M. de Pronville (1824) Auguste de Pronvilleと共著
- Paxton's flower garden /by Professor Lindley and Sir Joseph Paxton (1853) Et al. Three volumes.
- Sertum orchidaceum:a wreath of the most beautiful orchidaceous flowers /selected by John Lindley. (1838)
- Ladies' Botany (1834–37)